# 魔比斯环
《魔比斯环》是中国首部三维数字动画电影，是由深圳环球数码公司（IDMT）制作的魔幻题材美术片。于2006年8月4日上映。该电影制作耗时5年投资超过1.3亿人民币，却仅获得340万人民币的票房。该片获得第25届金鸡百花奖的最佳美术片提名。

## 情节
《魔比斯环》讲述了一个男孩穿越时空寻找科学家父亲，并与外星邪恶势力斗争的故事。

## 制作
《魔比斯环》制作耗时5年投资超过1.3亿人民币。从2000年11月1日，环球数码公司向全国招募了150名技术人员，加上引进的法、美、英、加、马的技术人员，共计有超过400名三维动画师共同制作而成。

## 发布
此片在2005年5月的第58届戛纳电影节上放映10日，以吸引国际媒体及相关评论的注意。此片于2006年8月4日在中国大陆上映。
尽管环球数码在宣传上极力表现其技术与特效的优异，但由于初期票房表现表现极差，有评论称其票房只有1000万估值。实际最终票房为340万元。

## 影响
《魔比斯环》的成功制作使环球数码公司成为中国第一家、世界第五家拥有CG电影的生产能力的公司。。但相比于巨额投资，该片仅仅换来340万元票房。环球数码董事长金国平表示“不可能再有民营公司再用那么多钱，那么长时间去拍一部动画电影了”。这一失败最终导致环球数码公司由电影制作转向外包、加工。

### 批评
批评者认为，《魔比斯环》的过于注重技术投入，导致情节过于老套、人物形象过于单薄，对于成人过于肤浅，对于儿童深奥无趣。被称为是“《哈姆雷特》与《纳尼亚传奇》的简单相加”。并指出此片“作为‘中国首创’看不出东方特色，西方味道又不纯粹”、“想象力缺失”；六小龄童评论说“中国人去拍西方风格的动画片，西方人却来挖中国体裁找故事，国产动画片还有没有未来？”、“这样下去只会走入死胡同”。市场定位与体裁的选择也成为了批评的对象。甚至有悲观评论者称其“扭曲了中国动画产业的希望”。

### 赞赏
此片被公司宣传为中国动画产业的“突围”。《纽约时报》以《中国快速进军动画电影产业》为题进行了报道。
此片还获得了第25届金鸡百花奖最佳美术片提名。